# Île Tchirikov
L'île Tchirikov est une île américaine inhabitée du golfe d'Alaska dans le nord de l'océan Pacifique, 290 km au sud-ouest de l'île Kodiak et au sud de la péninsule d'Alaska. Elle dépend administrativement du borough de l'île Kodiak.
Sa superficie est d'environ 160 km2 avec une longueur de 18 km et une largeur de 11 km. Le point le plus haut s'élève à 300 m. L'île ne possède aucun arbre.
L'île a été habitée depuis les temps pré-historiques, au minimum 4 200 ans.  Le premier Européen à la découvrir l'île est le navigateur russe Alekseï Tchirikov en 1741. L'explorateur anglais  George Vancouver la nomma en son honneur en 1798. 
Puisque l'île est basse, elle ne peut offrir qu'une faible protection contre le vent, bien que des bateaux de pêche ancrent parfois tout près pour obtenir un abri de fortune. L'île a été célèbre pour son bétail sauvage (y compris des vaches de race Highland) descendante d'un troupeau laissé sur l'île pour servir de provisions d'urgence à d'éventuels naufragés. Il y eut pendant quelques années un ranch pour exploiter le bétail, mais le bail a expiré en 2000. 
L'île Tchirikov a été intégrée par le congrès américain dans l'Alaska Maritime National Wildlife Refuge en  1980. 